# Emma Perodi
Emma Perodi (Cerreto Guidi, 31 de enero de 1850 - Palermo, 5 de marzo de 1918) fue una periodista y escritora italiana, conocida por sus obras de literatura infantil.

## Biografía
Hija de Federigo Perodi, ingeniero, y de Adelaide Morelli Adimari, de orígenes nobiliarios, Emma, cuyo lugar de nacimiento no estuvo claro hasta los años 80 del siglo XX que se encontró su certificado de bautismo, confirmando que fue bautizada en la parroquia de Cerreto de San Leonardo el 2 de febrero de 1850, vivió una infancia acomodada y recibió una cuidada educación. También disfrutó de una gran independencia que le permitió viajar por la mayor parte de Italia y del resto de Europa.
Su madurez artística, se desarrolló principalmente en Florencia. A partir de 1881, Perodi fue colaboradora y luego directora (desde 1887) del Giornale per i bambini, que se editó en Roma y fue fundado y dirigido inicialmente por Ferdinando Martini.
Su obra principal fue Le novelle della nonna, publicada entre 1892 y 1893, una colección de cuentos fantásticos ambientados en el Casentino que, aunque estaban destinados a los niños, contienen temas inquietantes, góticos, casi de terror, que son plenamente apreciados por los lectores adultos.
Murió de neumonía en Palermo, donde trabajó durante unos veinte años, publicando sus obras en la editorial Salvatore Biondo.

## Reconocimientos
En julio de 2018, se estableció en Casentino un parque literario que lleva su nombre.

## Obra principal
- Cuoricino ben fatto, libro di lettura per le scuole e le famiglie, ilustraciones de Enrico Mazzanti, Florencia, Felice Paggi, 1886, y ediciones posteriores Firenze, Roberto Bemporad e Figlio, 1891 e 1929.
- Nel canto del fuoco, l'omino di pasta, libro per la fanciullezza, ilustraciones de Enrico Mazzanti, Milano, Enrico Trevisini (Nueva biblioteca educativa y instructiva para lasescuelas; 115), 1887.
- Cuore del popolo: Libro para la adoslescencia, illustrato por Adolfo Scarselli. - Florencia: R. Paggi Edit., 1892 (Consejo. por Enrico Ariani).
- I bambini delle diverse nazioni a casa loro, con 31 viñetas especialmente dibujadas por Enrico Mazzanti, Florencia, Roberto Bemporad y Hijo, 1890.
- Le novelle della nonna, fiabe fantastiche, Florencia, Salani. 1893 (nueva edición con el título Fiabe fantastiche. Le novelle della nonna, Turín, Einaudi, 1974).
- Roma italiana. 1870-1895, Roma, Bontempelli, 1896.
- Ce-fu (dal diario di un marinaio italiano), ilustraciones de C. Casaltoli, Lanciano, R. Carabba, 1901.

### Traducciones
- Wolfango Goethe, Le affinità elettive. Romanzo, Primera versión italiana de Emma Perodi e Arnaldo De Mohr, Milán, Librería Editorial Nacional, 1903.

## En otros proyectos
- Wikisource contiene una página dedicada a Emma Perodi
- Wikiquote contiene citaciones de o sobre Emma Perodi
- Wikimedia Commons contiene imágenes u otros archivos sobre Emma Perodi

- Datos: Q3724654
- Multimedia: Emma Perodi / Q3724654